# Duchshornwiese
Das Naturschutzgebiet Duchshornwiese liegt östlich des Ortsteiles Ilvese der Stadt Petershagen und westlich der B 482. Das Gebiet ist rund 3,2 Hektar groß und wird unter der Nummer MI-058 geführt.
Durch die Unterschutzstellung soll der sehr gut erhaltene Erlenbruchwald als Lebensraum für speziell an diese
Standortverhältnisse angepasste Tiere und Pflanzen in seinem Bestand gesichert werden. Außerdem soll sich das im Naturschutzgebiet liegende Grünland extensiv entwickeln.